# Paulo Gonçalves (motociclista)
Paulo da Silva Gonçalves (Gemeses, Esposende, 5 de Fevereiro de 1979 - Layla, Arábia Saudita, 12 de Janeiro de 2020) foi um piloto de rally português, que morreu durante a prova de 2020 do Rally Dakar.

## Biografia

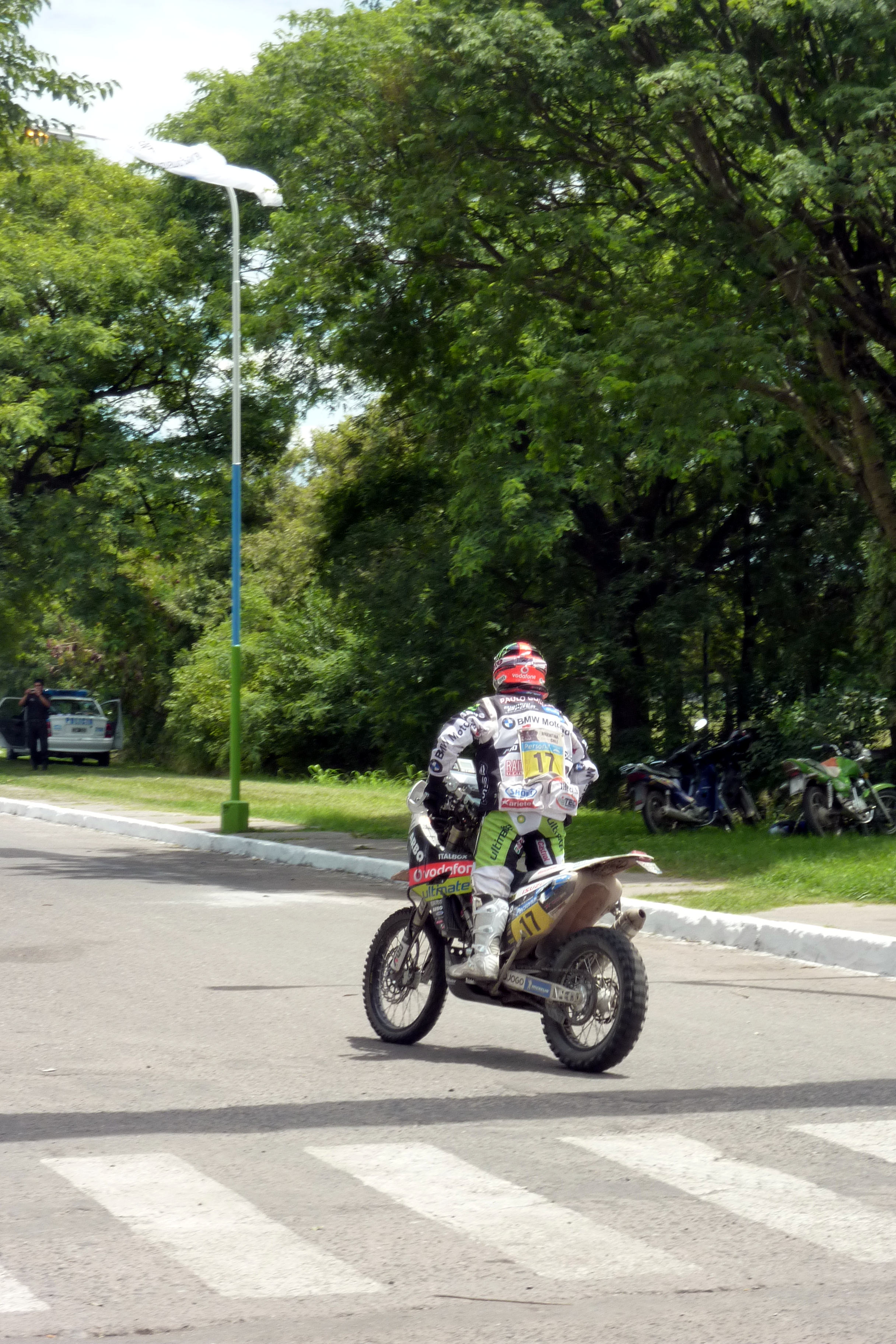
Paulo Gonçalves a conduzir uma BMW G 450 X durante a edição de 2011 do Rali Dakar.

### Nascimento
Nasceu em 5 de Fevereiro de 1979, na localidade de Gemeses, no concelho de Esposende.

### Carreira
Destacou-se como motociclista de rally, tendo acumulado 23 títulos nas modalidades de motocross, supercross e enduro, e sido campeão do mundo de ralis todo-o-terreno em 2013 e vice-campeão em 2014. Começou a participar no Rally Dakar em 2006, tendo feito parte daquela competição durante treze edições. Em quatro ocasiões terminou no Top-10, tendo sido o segundo na geral em 2015, apenas abaixo do vencedor, Marc Coma. Durante o Rally Dakar esteve em quatro equipas, KTM, Honda, Husqvarna e Hero, esta última em 2020. Durante a edição de 2020, partiu o motor na terceira etapa, tendo sido chegado a ser anunciada a sua desistência, notícia que foi corrigida cerca de três horas depois, uma vez que Paulo Gonçalves estava a tentar reparar o seu veículo ao mesmo tempo que aguardava que chegasse a assistência da sua equipa. Devido ao seu gosto por velocidades elevadas, recebeu a alcunha de speedy, em alusão ao personagem animado Speedy González.

### Falecimento
Faleceu após um acidente ao quilómetro 276 da sétima etapa do Rali Dakar 2020, na Arábia Saudita. As equipas de salvamento encontraram-no já inconsciente, tendo tentado a reanimação no local. Foi depois transportado de helicóptero para o hospital de Layla, onde foi confirmado o óbito. Faleceu aos 40 anos de idade.

## Homenagens
Após o seu falecimento, a autarquia de Esposende emitiu uma nota de pesar, onde destacou sua carreira como piloto, e o considerou como um embaixador de Esposende no mundo. A sua morte também foi lamentada pelo presidente da república portuguesa, Marcelo Rebelo de Sousa, que afirmou que «Paulo Gonçalves morreu a tentar alcançar o sonho de vencer uma das mais duras e perigosas provas de rally do mundo, na qual foi sempre um digníssimo representante de Portugal, chegando a alcançar o segundo lugar em 2015».
No dia 29 de Janeiro de 2020, foi condecorado, a título póstumo, com o Colar de Honra ao Mérito Desportivo, a mais alta distinção que o Governo pode entregar no campo desportivo.
Foi distinguido com a Medalha de Honra do Município de Esposende. 
Em 10 de fevereiro de 2024 foi inaugurada em Esposende a escultura de homenagem a Paulo Gonçalves, com mais de cinco metros de altura, e composta por mais de 27.600 peças mecânicas recicladas. A obra retrata o piloto em cima de uma mota, com a roda da frente levantada.